# Фантомас (фильм, 1932)
«Фантомас» (фр. Fantômas) — криминальный фильм 1932 года, основанный на одноимённом романе Марселя Аллена и Пьера Сувестра.

## Сюжет
Фильм начинается с ужина в замке маркизы де Лангрюн, среди гостей которой молодой Шарль Рамбер. В ту ночь Фантомас (одетый в чёрное трико и маску) входит в спальню маркизы из секретного прохода стены и душит свою жертву, забрав деньги. После убийства Фантомас проскальзывает обратно через секретный проход, но попадает в поле зрения принцессы Сони Данидофф и лорда Бельтама, которые были в числе гостей маркизы де Лангрюн. Принцесса Соня Данидофф узнала человека в маске и потеряла сознание. Лорд Бельтам смутно заподозрил, что голос злодея ему знаком, но тут же был оглушён. Далее злодей появляется в поле, где он улетает на маленьком самолёте. Инспектор Жюв прибывает в замок. Он допрашивает гостей маркизы, когда в это время прибывает отец Шарля Рамбера Этьенн Рамбер. Этьенн навязчиво обвиняет Шарля в убийстве и они бегут из замка через секретный проход. Жюв бросился вслед за ними, но упустил их. Он находит улики в виде грунта на шасси самолёта леди Бельтам и относит в лабораторию для экспертизы, грунт соответствует грунту около замка маркизы. Жюв и судмедэксперт пытаются выдвинуть правдоподобную версию, из которой следует, что это Этьенн Рамбер совершил убийство, а потом, чтоб обеспечить себе алиби, сделал видимость, что он прибыл в замок после убийства. Далее Фантомас убивает принцессу Соню Данидофф в её гостиничном номере, чтоб она не дала показания полиции, из которых следует, что она узнала убийцу в маске. Расследуя убийство принцессы Сони Данидофф, Жюв узнаёт Шарля Рамбера в числе гарсонов отеля.
Далее сцена перемещается на автомобильные гонки «Национального Гран-При», где лорд Бельтам находится среди автогонщиков. Лорд Бельтам предупреждает Жюва по телефону-автомату, что узнал убийцу маркизы де Лангрюн, что он его давний друг и находится среди зрителей-болельщиков с его женой. По мере того, как гонка начинается, рука Фантомаса выливает банку масла на трассу. Машина лорда Бельтама со всей скоростью наезжает на масло и переворачивается. Раненого лорда Бельтама увозят в машине скорой помощи в сопровождении Жюва в больницу. Рука, держащая револьвер с глушителем, появляется в окне отеля через дорогу от больницы, и лорд Бельтам, не успевая назвать Жюву имя убийцы, погибает на операционном столе. После этого происшествия Жюв, тем не менее, узнаёт, что спутником леди Бельтам во время гонок был некий Гёрн, чьё имя лорд Бельтам не успел назвать. Жюв делится своими подозрениями с Шарлем Рамбером, что Гёрн это Фантомас, и тогда он и молодой человек становятся друзьями.
Жюв посещает Леди Бельтам. Их беседа прервана прибытием Гёрна, который сообщает, что принёс ей ключи от ангара её самолёта. Для Жюва окончательно всё стало ясно, что это Гёрн вошёл в ангар, воспользовавшись запасными ключами, чтоб вылететь на самолёте и совершить убийство маркизы де Лангрюн. Гёрн обменивается словесными оскорблениями с Жювом. Вскоре конфликт между Гёрном и Жювом переходит в драку. Шарль Рамбер вступает в схватку на стороне Жюва, и при содействии полиции представители закона захватывают Гёрна.
Жюв сопровождает Гёрна из дома леди Бельтам в задней части полицейской машины. Во время езды злодей просит сигарету у инспектора Жюва. Гёрн бросает свою зажжённую сигарету в ёмкость с горючим и выпрыгивает из машины. Машина Жюва взрывается, но полицейские уцелели. Гёрн прыгает в машину своей сообщницы леди Бельтам, которая следовала позади, и уходит от погони.

## Над фильмом работали
Актёрский состав:

| Актёр         | Роль                     |
| ------------- | ------------------------ |
| Томи Бурдель  | инспектор Жюв            |
| Жан Галлан    | Фантомас                 |
| Таня Фёдор    | леди Бельтам             |
| Жан Вормс     | лорд Бельтам             |
| Жорж Риго     | Шарль Рамбер             |
| Аниелка Элтер | княгиня Соня Давидова    |
| Мари-Лор      | маркиза де Лангрюн       |
| Гастон Модо   | Фирмин, слуга маркизы    |
| Роже Карл     | Бонне, председатель суда |
| Морис Шуц     | аббат Сико               |
| Филипп Ришар  | Мишель, помощник Жюва    |
| Жорж Майло    | профессор Габриэль       |
| Поль Азаис    | механик                  |

Съёмочная группа:
- авторы сценария — Поль Фейош, Анна Маклер
- режиссёр — Поль Фейош
- оператор — Певерелл Марли
- монтаж: Денис Батшефф
- композитор — Рихард Вагнер

## Создание
Режиссёр Пал Фейош изначально планировал перенести эпоху сюжета романа в начало тридцатых годов, тем самым сделав его современным. В начале тридцатых годов вошло в моду снимать фильмы не по романам, а по мотивам романов, тем самым делая отсебятину. И Пал Фейош сделал свою версию сюжета романа.

## Критика
По мнению критики, эта осовремененная версия в жанре детективной комедии (фр. comédie policière), насыщенная различными техническими новинками (самолёты, пистолеты с глушителем, гоночные автомобили и т. д.), уступала сериалу Фейада в напряжении, ощущении неминуемой катастрофы и отсутствии «динамики демонизма». Её раскритиковал и Марсель Аллен, недовольный снижением преступно-кровожадного образа Фантомаса. Однако сегодня считается, что эта экранизация во многом предвосхитила комедийную стилистику трилогии Андре Юнебеля. Она отошла от саспенса и криминальной составляющей книг о «Гении Преступлений», а также предшествующих кинематографических версий.

## Релиз
Выпускалась фильмокопия на французских DVD с английскими субтитрами. В России этот фильм на DVD не выпускался, но был неофициально переведён на русский язык киноклубом «Феникс». Перевод закадровый, одноголосый. В 2025 году фильм отреставрирован и имеет английские и французские субтитры.